# 俞心樵
俞心樵（1968年1月27日—），又名俞心焦，祖籍浙江绍兴，生于福建政和。中国诗人、画家、思想家、批评家，1983年以来著有多部诗集、画集、小说集、戏剧集。诗歌作品曾被选入《中国百年文学经典》（北京大学出版社）、《中国现代文学选》（美国诺顿出版社）等书，并译为多国文字。2013年获《新周刊》主办“2013中国年度新锐榜”年度艺术家奖，2015年获意大利Liberate国际文学大奖。

## 生平
1968年出生于福建山区，初一辍学，做过各种小工。父亲为养路工，母亲曾居于菲律宾。1988年开始浪迹全国高校与大学生座谈。
1989年4月22日，《中国青年报》刊登了俞心樵一年前创作的短诗《渴望英雄》，21岁的俞心樵背上了给八九学潮煽风点火的责任。
俞心樵一度涉足政治，1993年演讲时提出中国文艺复兴运动，后在《星光》杂志发表系列文章，引发了文艺界回响与争议。1997年春夏在杭州组建中华民族复兴党，俞心樵任首任主席。俞心樵称该党引领了1998年中国民主党公开组党案。
1999年因强奸罪被判入狱。2006年出狱后住在北京，回归文学和艺术。
2010年秋，在泰达当代艺术博物馆举办画展、出版画册。
2013年 第一本公开发行的诗集《俞心樵诗选》，由长江文艺出版社出版。《俞心樵诗选》获鲁迅文化奖年度诗歌提名。获《新周刊》年度艺术家奖。
2014年 早年创作的诗歌《要死就一定要死在你手里》由莫西子诗谱曲，在《中國好歌曲》节目中首唱。
4 月，受邀为美国SROO 国际文化艺术委员会文学主席。
6 月，受邀为美国罗耀拉大学驻校艺术家。
由黄山书社出版社出版诗集《安静》
由东方出版社出版诗集《我也很少与自己来往》
2017年移居美国。

## 观点
- 诗人应同时忠于自身与个体的内心世界，为自身与全人类发声。“诗人可以适当的远离现实，但是诗人不能远离真实，真实比现实更重要。”[3]

- 接受自由亚洲电台采访时俞心樵说，在中国境内处境相对艰难，受到官方和民间的双重排斥。俞心樵拒绝加入中国作协。[3]

## 争议
- 俞心樵对纽约时报记者称，被捕入狱罪名不实，狱中受到酷刑和通信限制。[5]

- 闻松、朱其与俞心樵曾进行一场网络论战，双方自学术上的针锋相对，迅速蔓延至相互的人身攻击。[7]

## 评价
- 崔健：“俞心樵曾经横扫了一代人”[4]
- 《俞心樵诗选》前言，黄礼孩：“俞心樵是一个充满争议的人物，关于他的传闻很多。”、“对于俞心樵，我不想在此过多说些什么。无论他曾经有过多少激情燃烧的岁月或风雨如晦的日子，无论人们报以他怎样的理解，或误解、冷漠、指责或怜悯、惋惜，一切都已遥远，但他依然坚守着自己的灵魂。”[8]